# Кропивня (Коростишівська міська громада)
Кропи́вня — село в Україні, у Житомирському районі Житомирської області. Входить до складу Коростишівської міської громади. Населення становить 485 осіб.

## Історія
Перша писемна згадка про село датується 1783 роком.

## Постаті
Волосевич Євген Вікторович (1986—2014) — солдат Збройних сил України, учасник російсько-української війни.